# Simon Scherder
Simon Scherder (* 2. April 1993 in Dreierwalde) ist ein deutscher Fußballspieler. Er spielt seit 2012 für die erste Mannschaft von Preußen Münster.

## Karriere
Scherder wurde in Dreierwalde, einem Ortsteil der Stadt Hörstel, geboren und begann mit dem Fußballspielen beim hiesigen SV Brukteria Dreierwalde, bevor er als 13-Jähriger in die Jugendabteilung von Preußen Münster wechselte.
Bis Sommer 2012 spielte der Innenverteidiger in den Jugendmannschaften, jedoch trainierte er in der Saison 2011/12 gemeinsam mit den Profis und stand sogar bei einem Drittligaspiel im Kader, kam jedoch nicht zum Einsatz. Ab Sommer 2012 stand Scherder regelmäßig im Kader der ersten Mannschaft. In der Hinrunde der Saison 2012/13 stand er jedoch nur zweimal auf dem Platz. In der Rückrunde kamen noch zwei weitere Einsätze dazu.
In der Saison 2013/14 ist er nach dem Trainerwechsel zu Ralf Loose Stammspieler in der Innenverteidigung und erzielte am 6. Oktober 2013 gegen den Chemnitzer FC sein erstes Profi-Tor. Mit Preußen Münster spielte er sechs Jahre in der 3. Liga, ehe am Ende der Saison 2019/20 der Abstieg in die Regionalliga West feststand. Mit Preußen Münster gelang ihm in der Saison 2022/23 der Aufstieg in die 3. Liga sowie in der folgenden Saison 2023/24 der direkte Durchmarsch in die 2. Fußball-Bundesliga.

## Erfolge
Preußen Münster
- Westfalenpokal-Sieger: 2014, 2021
- Meister der Regionalliga West und Aufstieg in die 3. Liga: 2023
- Aufstieg in die 2. Bundesliga: 2024